# خانات قلات
خانات قلات (بالبلوشية: خانات ءِ قلات) هي دولة أميرية وجدت في الفترة ما بين عام 1666 إلى 1955 في وسط مقاطعة بلوشستان في باكستان الحديثة. حيث كانت قبل ذلك تتبع لسلطنة مغول الهند للإمبراطور جلال الدين أكبر.